# Liste der österreichischen Botschafter in Indien
Der österreichische Botschafter mit Residenz in Neu-Delhi ist regelmäßig auch bei den Regierungen von Indien, Sri Lanka, Nepal, Malediven, Bhutan und Bangladesch als Botschafter akkreditiert.

## Missionschefs

### Konsuln
| Ernennung | Name                      | Bemerkungen                                               | ernannt während der Regierung von | im Amt während der Regierung von                   | Abberufung |
| --------- | ------------------------- | --------------------------------------------------------- | --------------------------------- | -------------------------------------------------- | ---------- |
| 1896      | David Mc. Laren Morrison  | (* 1849; † 1924) K. u. K. Österr.-Ung. Konsul in Kalkutta | Franz Joseph I.                   | Victor Alexander Bruce, 9. Earl of Elgin           |            |
| 1900      | Ernst Maurig von Sarnfeld | Generalkonsul von Österreich-Ungarn in Kalkutta           | Franz Joseph I.                   | George Curzon, 1. Marquess Curzon of Kedleston     |            |
| 1907      | Ferdinand Freyesleben     | Gerent des Konsulates Bombay                              | Franz Joseph I.                   | Gilbert Elliot-Murray-Kynynmound, 4. Earl of Minto | 1908       |

### Botschafter
| Ernennung     | Name                           | Bemerkungen                                                                        | ernannt während der Regierung von | im Amt während der Regierung von | Abberufung |
| ------------- | ------------------------------ | ---------------------------------------------------------------------------------- | --------------------------------- | -------------------------------- | ---------- |
| 1949          | Karl Pereira                   | (* 15. August 1913 in Wien; † 17. Juli 1950 in Srinagar/Kaschmir; Flugzeugabsturz) | Leopold Figl                      | Jawaharlal Nehru                 | 1950       |
| 1950          | Kurt Enderl                    | (* 12. April 1913 in Budweis; † 25. März 1985 in Wien)                             | Leopold Figl                      | Jawaharlal Nehru                 | 1953       |
| 1953          | Albin Lennkh                   | (* 29. Mai 1905 in Wien; † 11. Juni 1982 in Teresopolis/Brasilien)                 | Julius Raab                       | Jawaharlal Nehru                 | 1958       |
| 1958          | Arno Halusa                    | (* 13. August 1911 in Lans/Tirol; † 26. Juni 1979 in Wien)                         | Julius Raab                       | Jawaharlal Nehru                 | 1962       |
| 1963          | Georg Schlumberger von Goldeck | (* 25. Februar 1913 in Wien; † 29. August 1983 ebenda)                             | Alfons Gorbach                    | Jawaharlal Nehru                 | 1966       |
| 1966          | Johanna Nestor                 | (* 24. Dezember 1917 in Mukatschewo; † 2012)                                       | Josef Klaus                       | Indira Gandhi                    | 1970       |
| 1971          | Erna Sailer                    | (* 17. Mai 1908 in Bihac/B-H; † 17. Mai 2004 in Wien)                              | Bruno Kreisky                     | Indira Gandhi                    | 1974       |
| 1974          | Wolfgang Schallenberg          | (* 3. Juni 1930 in Prag; † 8. Februar 2023)                                        | Bruno Kreisky                     | Indira Gandhi                    | 1978       |
| 1. Feb. 1978  | Georg Hennig                   | (* 3. September 1937 in Wien)                                                      | Bruno Kreisky                     | Indira Gandhi                    | 1982       |
| 1983          | Erich Maximilian Schmid        | (* 18. September 1929 in Wien)                                                     | Fred Sinowatz                     | Indira Gandhi                    | 1987       |
| 1988          | Christoph Cornaro              | (* 8. Januar 1931 in Wien)                                                         | Fred Sinowatz                     | Rajiv Gandhi                     | 1993       |
| 1993          | Karl Peterlik                  | (* 10. September 1932 in Prag)                                                     | Franz Vranitzky                   | P. V. Narasimha Rao              | 1998       |
| 1997          | Herbert Traxl                  | (* 2. Dezember 1940 in Wien)                                                       | Viktor Klima                      | Atal Bihari Vajpayee             | 2002       |
| 2002          | Jutta Stefan-Bastl             | (* 29. Juni 1946 in Graz)                                                          | Wolfgang Schüssel                 | Atal Bihari Vajpayee             | 2007       |
| 18. Dez. 2007 | Ferdinand Maultaschl           | (* 29. Mai 1949 in Wien)                                                           | Alfred Gusenbauer                 | Manmohan Singh                   | 2012       |
| 4. Sep. 2013  | Bernhard Wrabetz               | (* 26. Januar 1963 in Wien)                                                        | Alfred Gusenbauer                 | Manmohan Singh                   | 2018       |
| 23. Aug. 2018 | Brigitte Öppinger-Walchshofer  | (* 4. Juni 1956 in Scheibbs, NÖ)                                                   | Sebastian Kurz                    | Narendra Modi                    | 2021       |
| 18. Aug. 2021 | Katharina Wieser               | (* 6. August 1963 in Wien)                                                         | Sebastian Kurz                    | Narendra Modi                    |            |